# Torreblanca (kommunhuvudort)
Torreblanca är en kommunhuvudort i Spanien.   Den ligger i provinsen Província de Castelló och regionen Valencia, i den östra delen av landet, 300 km öster om huvudstaden Madrid. Torreblanca ligger 30 meter över havet och antalet invånare är 5 626.
Terrängen runt Torreblanca är kuperad åt nordväst, men åt sydost är den platt. Havet är nära Torreblanca åt sydost.  Närmaste större samhälle är Orpesa/Oropesa del Mar, 13,9 km söder om Torreblanca. 